# Fuglsbølle Sogn
Fuglsbølle Sogn er et sogn i Langelands Provsti (Fyens Stift).
I 1800-tallet var Fuglsbølle Sogn anneks til Longelse Sogn. Begge sogne hørte til Langelands Sønder Herred i Svendborg Amt. Longelse-Fuglsbølle sognekommune blev ved kommunalreformen i 1970 indlemmet i Rudkøbing Kommune, der ved strukturreformen i 2007 indgik i Langeland Kommune.
I Fuglsbølle Sogn ligger Fuglsbølle Kirke.
I sognet findes følgende autoriserede stednavne:
- Fuglsbølle (bebyggelse, ejerlav)
- Fuglsbølle Sønderskov (bebyggelse)
- Helleved (bebyggelse)
- Skovhuse (bebyggelse)
- Skovsbo (ejerlav, landbrugsejendom)
- Snaremose (bebyggelse)
- Snaremose Sø (bebyggelse, ejerlav)
- Stat-ene (bebyggelse)
- Vesterby (bebyggelse, ejerlav)
- Østerby (bebyggelse, ejerlav)